# Tomasz Sitjar Fortiá
Tomasz Sitjar Fortiá, (hiszp.) Tomás Sitjar Fortiá (ur. 21 marca 1866 w Geronie, zm. 19 sierpnia 1936 w Gandii) – błogosławiony Kościoła katolickiego, męczennik okresu wojny domowej w Hiszpanii, ofiara prześladowań antykatolickich, prezbiter, jezuita.

## Życiorys
Do nowicjatu Towarzystwa Jezusowego wstąpił 21 lipca 1880 w Saragossie. Studiował filozofię i teologię w Tortosie. Sakrament święceń otrzymał w 1900 roku. Był wykładowcą w seminarium diecezjalnym w Montevideo, Sarrii, a później superiorem w Tortosie i Tarragonie (1923–1929). Skierowany do Gandii pełnił tam obowiązki rektora. Po wprowadzeniu w 1932 r. przez rząd republikański dekretu o likwidacji zakonu jezuitów w Hiszpanii, na terenach opanowanych przez republikanów pozostało 660 zakonników. Spośród stu szesnastu jezuitów zamordowanych w latach 1936–1937 Tomasz Sitjar Fortiá jest jednym z jedenastu beatyfikowanych męczenników, którzy mimo narastającego terroru kontynuowali posługę wśród wiernych, otaczając opieką jezuitów pozostałych na miejscu po zamknięciu kolegium. Do wybuchu wojny domowej w lipcu 1936 roku mieszkał ze współbratem Piotrem Gelabertem Amerem. Został aresztowany w nocy 25 lipca i umieszczony w prowizorycznym więzieniu, na które zaadaptowano budynek szkolny, razem z Piotrem Gelabertem Amerem, Rajmundem Grimaltós Monllorem i Konstantynem Carbonell Sempere. Postawiony przed sądem uzyskał zapewnienie, że zostanie zwolniony. Mimo tych zapewnień został rozstrzelany przez republikanów pod Gandią w dniu 19 sierpnia. W czasie egzekucji w dłoniach trzymał różaniec.
Uznany został przez Kościół rzymskokatolicki za ofiarę nienawiści do wiary (łac. odium fidei).
Badanie okoliczności śmierci i materiały zaczęto zbierać w 1950. Proces informacyjny rozpoczął się 8 lipca 1952 w Walencji i trwał do 1956. Beatyfikowany w grupie wyniesionych na ołtarze męczenników z zakonu jezuitów, prowincji Aragonia, zamordowanych podczas prześladowań religijnych 1936–1939, razem z Józefem Aparicio Sanzem i 232 towarzyszami, pierwszymi wyniesionymi na ołtarze Kościoła katolickiego w trzecim tysiącleciu przez papieża Jana Pawła II. Uroczystość beatyfikacji miała miejsce na placu Świętego Piotra w Watykanie w dniu 11 marca 2001 roku.
Miejscem kultu Tomasza Sitjara Fortiá jest archidiecezja walencka. Relikwie spoczywają w Residencia Sagrado Corazón.
Wspomnienie liturgiczne obchodzone jest przez katolików w dzienną rocznicę śmierci (19 sierpnia) oraz w grupie Józefa Aparicio Sanza i 232 towarzyszy (22 września).